# Alexander-Zinn-Preis (Literaturpreis)
Der Alexander-Zinn-Preis für Literatur der Freien und Hansestadt Hamburg war ein Literaturpreis, der von 1964 bis 1993 alle drei Jahre im Gedenken an den Gründer und ersten Leiter der Staatlichen Pressestelle (1922) Staatsrat Alexander Zinn verliehen wurde. Der Preis wurde für besondere literarische Leistungen und als Anerkennung eines Lebenswerks vergeben. Der Preis war mit 10.000 DM (bis 1978) bzw. mit 15.000 DM dotiert.
Der Alexander-Zinn-Preis für Literatur wurde 1995 durch den Hubert-Fichte-Preis abgelöst. Weiterhin existent ist der seit 1965 ebenfalls von der Stadt Hamburg verliehene Alexander-Zinn-Preis für Journalisten. 

## Preisträger
- 1964: Martin Beheim-Schwarzbach
- 1967: Peter Gan (= Richard Möring)
- 1970: Dieter Meichsner
- 1973: Hans Erich Nossack
- 1976: Hans Bütow
- 1977: Margot Schroeder
- 1980: Peter Rühmkorf
- 1985: Hubert Fichte
- 1988: Geno Hartlaub
- 1993: Helmut Heißenbüttel